# Geneng (Mijen)
Geneng is een bestuurslaag in het regentschap Demak van de provincie Midden-Java, Indonesië. Geneng telt 2911 inwoners (volkstelling 2010).